# Большое Райково
Большое Райково — деревня в Нежновском сельском поселении Кингисеппского района Ленинградской области.

## История
Впервые упоминается в Писцовой книге Водской пятины 1500 года как сельцо Райково, на речке на Систи, близко моря в Каргальском погосте Копорского уезда.
На карте Ингерманландии А. И. Бергенгейма, составленной по шведским материалам 1676 года, она обозначена как деревня Raikova.
На шведской «Генеральной карте провинции Ингерманландии» 1704 года — также как Raikova.
Как деревня Раково она обозначена на карте Ингерманландии А. Ростовцева 1727 года.
Деревня Раково упоминается на карте Санкт-Петербургской губернии Я. Ф. Шмидта 1770 года.
На карте Санкт-Петербургской губернии Ф. Ф. Шуберта 1834 года обозначена деревня Большое Райково, состоящая из 22 крестьянских дворов, а к северу от неё мыза Мордвиновой.

БОЛЬШОЕ РАЙКОВО — деревня принадлежит коллежской советнице Ренофанц, число жителей по ревизии: 75 м. п., 92 ж. п. (1838 год)

В пояснительном тексте к этнографической карте Санкт-Петербургской губернии П. И. Кёппена 1849 года она записана как деревня Suur Raikowa (Большое Райково) и указано количество её жителей на 1848 год: ижоры — 81 м. п., 78 ж. п., всего 159 человек, которые относились к православному Копорскому Преображенскому приходу.
На карте профессора С. С. Куторги 1852 года упомянута деревня Большое Райково из 22 дворов.

РАЙКОВО БОЛЬШОЕ — деревня жены чиновника 5-го класса Реноденц, 10 вёрст по почтовой, а остальное по просёлкам, число дворов — 26, число душ — 72 м. п. (1856 год)

БОЛЬШОЕ РАЙКОВО — деревня, число жителей по X-ой ревизии 1857 года: 87 м. п., 75 ж. п., всего 162 чел.

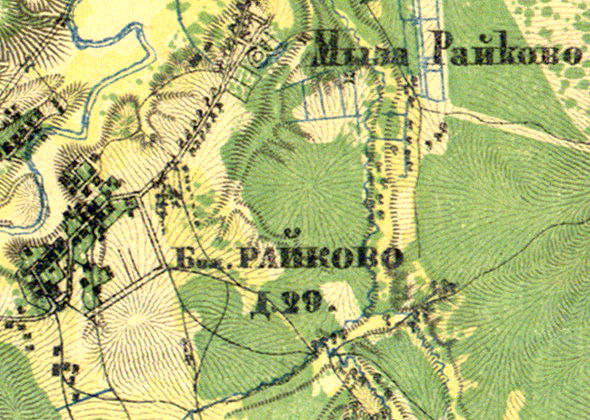
Деревня Большое Райково на карте 1860 года

Согласно «Топографической карте частей Санкт-Петербургской и Выборгской губерний» в 1860 году деревня Большое Райково состояла из 29 крестьянских дворов, к северу от деревни находилась мыза Райково.

РАЙКОВО — мыза владельческая при реке Систе, число дворов — 1, число жителей: 10 м. п., 8 ж. п.

БОЛЬШОЕ РАЙКОВО — деревня владельческая при реке Систе, число дворов — 27, число жителей: 76 м п., 68 ж. п. (1862 год)

В 1874—1875 годах временнообязанные крестьяне деревни выкупили свои земельные наделы у А. Г. Ренофанц и стали собственниками земли.

БОЛЬШОЕ РАЙКОВО — деревня, по земской переписи 1882 года: семей — 38, в них 97 м. п., 110 ж. п., всего 207 чел.

Согласно материалам по статистике народного хозяйства Ямбургского уезда 1887 года мыза Райково площадью 302 десятины принадлежала местному крестьянину В. В. Васильеву, мыза была приобретена в 1880 году за 5000 рублей.

БОЛЬШОЕ РАЙКОВО — деревня, число хозяйств по земской переписи 1899 года — 33, число жителей: 92 м. п., 81 ж. п., всего 173 чел.;
 разряд крестьян: бывшие владельческие; народность: русская — 43 чел., финская — 130 чел.

В конце XIX — начале XX века деревня административно относилась к Стремленской волости 2-го стана Ямбургского уезда Санкт-Петербургской губернии. Население деревни было исключительно ижорским.
По данным «Памятных книжек Санкт-Петербургской губернии» за 1900 и 1905 годы мызой Райково площадью 287 десятин владел крестьянин деревни Пятчино Василий Васильевич Молодцов.
С 1917 по 1927 год деревеня Большое Райково входила в состав Райковского сельсовета Котельской волости Кингисеппского уезда.
Согласно данным переписи населения СССР 1926 года в деревне Райково Большое проживали 189 человек, большинство русские, а также ижоры.
С 1927 года в составе Котельского района.
В 1928 году население деревни Большое Райково составляло 359 человек.
С 1931 года в составе Кингисеппского района.
По данным 1933 года деревня Большое Райково являлась административным центром Райковского сельсовета Кингисеппского района, в который входили 8 населённых пунктов: деревни Ильмово, Копаницы, Мышкино, Большое Райково, Малое Райково, Среднее Райково, Урмизно, Холодный Ручей, общей численностью 1526 человек.
По данным 1936 года в состав Райковского сельсовета входили 9 населённых пунктов, 260 хозяйств и 6 колхозов.

План деревни Райково. 1938 год

Согласно топографической карте 1938 года деревня насчитывала 43 двора, в деревне была часовня.
C 1 августа 1941 года по 31 января 1944 года деревня находилась в оккупации.
С 1954 года в составе Павловского сельсовета.
С 1958 года в составе Нежновского сельсовета. В 1958 году население деревни Большое Райково составляло 187 человек.
По данным 1966, 1973 и 1990 годов деревня Большое Райково также входила в состав Нежновского сельсовета Кингисеппского района.
В 1997 году в деревне Большое Райково проживали 35 человек, в 2002 году — 28 человек (русские — 93 %), в 2007 году — 27.

## География
Деревня расположена в северо-восточной части района на автодороге 41К-110 (Котлы — Урмизно).
Расстояние до административного центра поселения — 6 км.
Расстояние до ближайшей железнодорожной станции Котлы — 17,5 км.
Деревня находится на правом берегу реки Систа.

## Демография
| 1862 | 2007 | 2010 | 2017 |
| ---- | ---- | ---- | ---- |
| 162  | ↘27  | ↗40  | ↘15  |

### Национальный состав
Согласно данным Всероссийской переписи населения 2021 года в деревне проживали 114 человек, из них:
 русские — 111, украинцы — 2, узбеки — 1 человек.